# Freire (Chile)
Freire ist eine Kommune im Süden Chiles. Sie liegt in der Provinz Cautín in der Region de la Araucanía. Sie hat 24.606 Einwohner und liegt ca. 25 Kilometer südlich von Temuco, der Hauptstadt der Region.

## Geschichte
Im November 1882 wurde auf dem Gebiet der heutigen Kommune Freire ein Fort zur Verteidigung der chilenischen Armee gegen die Mapuche errichtet, benannt nach Ramón Freire. In deren direkter Umgebung gründete der Deutsch-Chilene Juan Schleyer, der auch der erste Bürgermeister wurde, die Siedlung Freire. Am 21. November 1885 wurde die Siedlung offiziell als Stadt anerkannt, zunächst als Teil des Departamento Temuco. Seit 1919 ist Freire eine eigene Kommune.

## Demografie und Geografie
Laut der Volkszählung aus dem Jahr 2017 leben in Freire 24.606 Einwohner, davon sind 12.413 männlich und 12.198 weiblich. 32 % leben in urbanem Gebiet, der Rest in ländlichem Gebiet. Neben der Gemeinde Freire gehören mehrere weitere kleine Siedlungen zur Kommune. Die Kommune hat eine Fläche von 935,2 km² und grenzt im Norden an Padre Las Casas und Vilcún, im Osten an Cunco, im Südosten an Villarica, im Süden an Pitrufquén und im Westen an Teodoro Schmidt und an Nueva Imperial. Durch die Kommune fließt der Río Toltén.

## Wirtschaft und Politik
In Freire gibt es 226 angemeldete Unternehmen. Die Kommune ist infrastrukturell gut angeschlossen, so befindet sich der Flughafen Temuco auf dem Gebiet der Kommune. Des Weiteren gibt es einen Bahnhof, an dem aktuell allerdings keine Züge halten. Die Ruta 5 verläuft durch Freire.
Der aktuelle Bürgermeister von Freire ist José Bravo Burgos von der konservativen RN. Auf nationaler Ebene liegt Freire im 51. Wahlkreis, unter anderem zusammen mit Carahue, Pitrufquén und Cholchol.